# Битка при Питион
Битката при Питион, станала през октомври 1352 г., e първата голяма битка с османските турци в Европа. В нея срещу азиатския нашественик се изправят обединени сили на трите (т.е. на всички) балкански царства: Византия, България и Сърбия. Полесражението е при Кулели Бургас, преименуваното днес на с. Питио (на гръцки: Πύθιο Pythio).

## Полесражение
Полесражението е при Питион (Pythion) до Димотика където съюзените сили на византийския император Йоан V Палеолог, българския цар Иван-Александър и пратените от сръбския крал Стефан Душан 4000 души под командата на войводата Градислав Борилович се сбъскват с 10 000 турска кавалерия, водена на Орхан и силите на съюзника му византийския съимператор Йоан VI Кантакузин, който сам докарва отколешния враг на империята - турците в Европа като свой съюзник в Гражданската война във Византия 1341-1347. Османците побеждават в сражението, останало в историята като Битката при Питион, а император Палеолог, неуспял преди това да заеме Одрин, бяга от Димотика на остров Тенедос.

## Последици
Това е първата решаваща османска победа на континента и може да се счита за начало на техните завоевания в Европа, защото на турците съюзникът им съимператора Кантакузин обещава в отплата за помощта крепостта Цимпе на Галипорския полyостров и те я заемат в 1353, тя е първата територия на континента придобита от османците, след няколко месеца те превземат и пострадалата от земетресение крепост Галиполи. Оттук започва гибелта на балканските средновековни държави, Унгария и продължилото с настъпателен темп до Виена в 1683 г. покоряване на европейския югоизток. В 1453 от завоевателя е унищожена и самата Византийска империя чийто имперски сметки докарват турците в Европа.

## Памет
Днес недалеч от полесражението се извисява Питион (Pythion) – византийският замък на Кантакузин, разположен в края на едноименното селце Питион (на гръцки: Πύθιο Pythio) до Димотика при брега на Марица.